# Мбайе, Сулейман
Сулейман Мбайе (фр. Souleymane M'baye; род. 21 марта 1975, Клиши-ла-Гаренн, Париж, Франция) — французский боксёр-профессионал, выступавший в первой полусредней (Light Welterweight) весовой категории. Чемпион мира по версии ВБА (WBA) (2006—2007) в первом полусреднем весе, временный чемпион мира по версии WBA (2010) в полусреднем весе.
Наилучшая позиция в мировом рейтинге: 10-й.

## Профессиональная карьера
- В июле 2013 в Монте-Карло Сулейман Мбайе техническим нокаутом проиграл Х. Аллахвердиеву, который защитил титул чемпиона мира по версии WBA.[1].

## Результаты боёв
| Бой | Дата | Соперник | Судьи | Место боя | Раундов | Результат | Дополнительно |
| --- | ---- | -------- | ----- | --------- | ------- | --------- | ------------- |
|     |      |          |       |           |         |           |               |
| Бой | Дата | Соперник | Судьи | Место боя | Раундов | Результат | Дополнительно |